# William E. Duellman
William Edward Duellman, född  6 september 1930, död 25 februari 2022, var en amerikansk herpetolog.

## Taxa döpt efter Duellman
- Phyllodactylus duellmani (Dixon, 1960)
- Anolis duellmani (Fitch & Henderson, 1973)
- Pristimantis duellmani (Lynch, 1980)
- Phyllomedusa duellmani (Cannatella, 1982)
- Duellmania (Dubois, 1987)
- Duellmanohyla (Campbell & Smith, 1992)
- Ranitomeya duellmani (Schulte, 1999)
- Noblella duellmani (Lehr, Aguilar, & Lundberg, 2004)
- Ceuthomantis duellmani (Barrio-Amoros, 2010)
- Cnemidophorus duellmani  (McCranie & Hedges, 2013)